# Werner Caskel
Werner Max Theodor Caskel (* 5. März 1896 in Danzig; † 28. Januar 1970 in Köln) war ein deutscher Orientalist. Sein Arbeitsschwerpunkt war die islamische Geschichte und Genealogie.

## Karriere
Werner Caskel studierte ab 1914 zunächst evangelische Theologie in Tübingen. Von 1915 bis 1918 nahm er am Ersten Weltkrieg teil, wurde Offizier und in Syrien und Mesopotamien eingesetzt. 1919 nahm er das Studium wieder auf und legte 1920 das erste theologische Examen ab. 
1920 wechselte er an die Universität Leipzig, wo er 1924 mit der Dissertation Das Schicksal in der altarabischen Poesie promoviert wurde. 1923 wurde er Assistent an der Max-Freiherr-von-Oppenheim-Stiftung und beschäftigte sich mit den Funden von Tell Halaf. 1928 wurde er an der Humboldt-Universität zu Berlin für semitische Sprachen und Islamwissenschaften mit einer Schrift über Die Erzählungen von den al jam Al arab habilitiert. 1930 wechselte er an die Universität Greifswald und erhielt dort einen Lehrauftrag für semitische Philologie. 1932/33 vertrat er einen Lehrstuhl an der Universität Rostock. 
1932 wurde ihm als „Mischling ersten Grades“ die Lehrbefugnis entzogen. Ab Sommer 1938 war er wieder bei der Oppenheimstiftung auf Honorarbasis tätig. 1939 unternahm er eine Ägyptenreise, und während des Zweiten Weltkriegs arbeitete er für das Oberkommando der Wehrmacht. 1946 erhielt er eine Professur für Islamwissenschaften an der Berliner Humboldt-Universität. 1948 ging er an die Universität zu Köln, wo er als Professor für orientalische Philologie bis zu seiner Emeritierung 1964 lehrte.

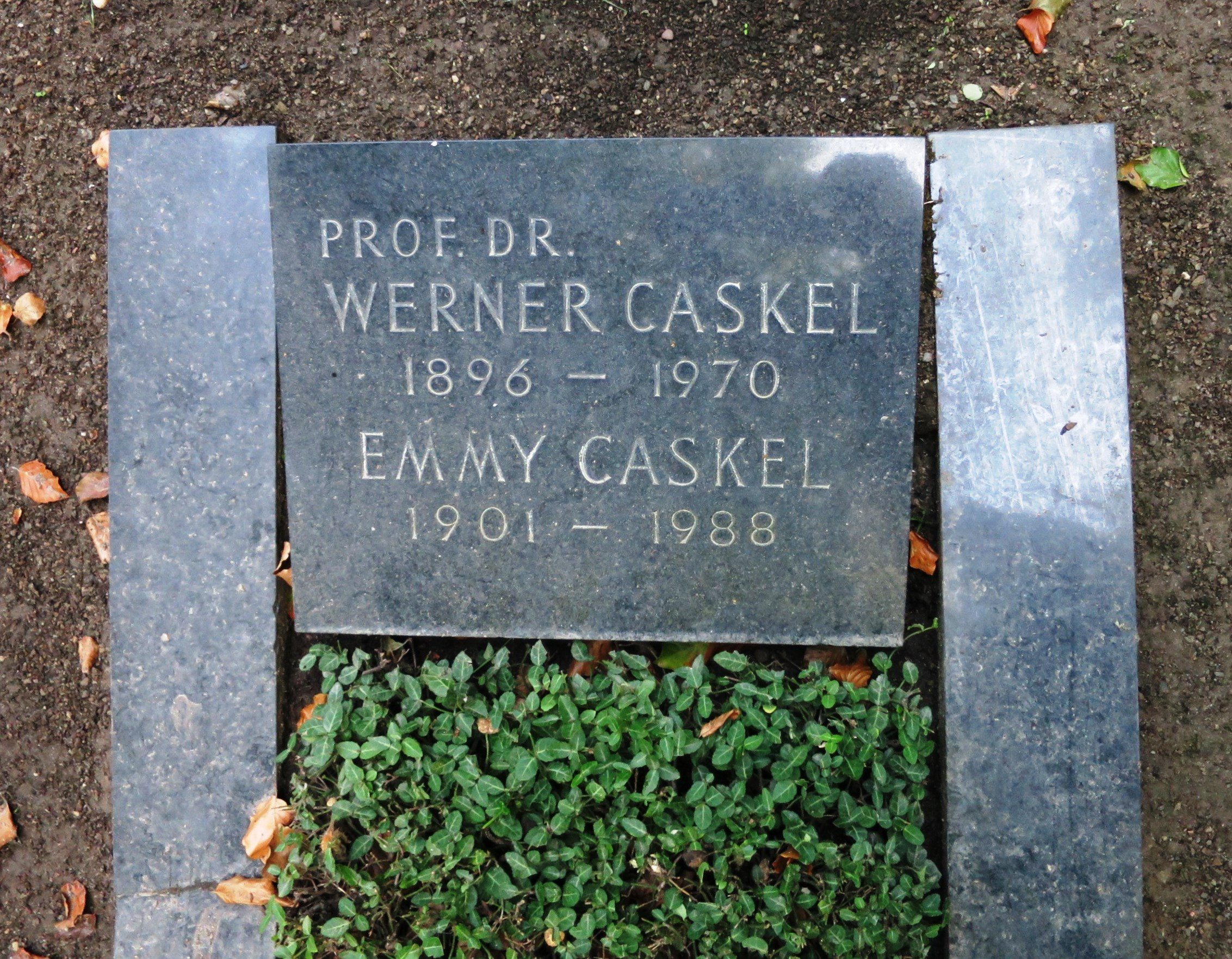
Grabstätte auf dem Kölner Melaten-Friedhof (2018)

In den 1930er Jahren arbeitete er gemeinsam mit Erich Bräunlich (1892–1945) und Max von Oppenheim (1860–1946) in Berlin am Forschungsfeld zur geschichtlichen Entwicklung der Beduinen. Ab 1939 gab diese Forschungsgruppe das vierbändige Werk Die Beduinen heraus. Der letzte gemeinsame Band erschien 1943.

## Privatleben
Caskel hatte 1930 in Berlin Emma Anna „Emmy“ Happ (1901–1988) geheiratet. Ihr gemeinsamer Sohn war der spätere Konzertschlagzeuger und Musikpädagoge Christoph Caskel (1932–2023). Werner Caskel starb 1970 im Alter von 73 Jahren in der Kölner Universitätsklinik. Die Grabstätte der Eheleute befindet sich auf dem Kölner Melaten-Friedhof.

## Schriften (Auswahl)
- mit Max von Oppenheim: Die Beduinen.  1939–1944
- Lihyan und Lihyanisch. Arbeitsgemeinschaft für Forschung des Landes Nordrhein-Westfalen: Geisteswissenschaften 4. Köln u. a. 1954
- Ǧamharat an-nasab. Das genealogische Werk des Hišām ibn Muḥammad al-Kalbī. Band I: Einleitung von Werner Caskel; die Tafeln von Gert Strenziok. Band II: Erläuterungen zu den Tafeln von Werner Caskel; Das Register, begonnen von Gert Strenziok, vollendet von Werner Caskel. Brill, Leiden 1966